# چارلز بلگدن
چارلز بلگدن (به انگلیسی: Charles Blagden)(زاده ۱۷ آوریل ۱۷۴۸ – درگذشته ۲۶ مارس ۱۸۲۰) پزشک و دانشمند بریتانیایی بود. او از سال ۱۷۷۶ تا ۱۷۸۰ به عنوان یک پزشک با درجه افسری در ارتش خدمت کرد؛ و بعدها از سال ۱۷۸۴ تا ۱۷۹۷ منشی انجمن سلطنتی بود. بلگدن در سال ۱۷۸۸ برنده مدال کاپلی و در سال ۱۷۹۲ شوالیه شد.
او در سال ۱۸۲۰ در آخکویی فرانسه درگذشت و در گورستان پرلاشز در پاریس دفن شد.